# カトゥナーヤカ
カトゥナーヤカ（シンハラ語: කටුනායක、タミル語: கட்டுநாயக்க、英語: Katunayake）は、スリランカの西部州ガンパハ県の都市である。ガンパハ県最大の都市ニゴンボの郊外都市であり、同市の南側に位置する。市内にはスリランカの空の玄関であるバンダラナイケ国際空港（コロンボ空港）が存在する。1977年に経済の自由化が実施された際には、広い範囲が自由貿易地域（後の輸出加工区）として設定された。半都市自治体として Katunayake Seeduwa Urban Council が置かれている。
スリランカのフラッグ・キャリアであるスリランカ航空は、その本社をカトゥナーヤカのバンダラナイケ国際空港に置いている。

## 交通
カトゥナーヤカにはスリランカ第一の国際空港であるバンダラナイケ国際空港が存在している。

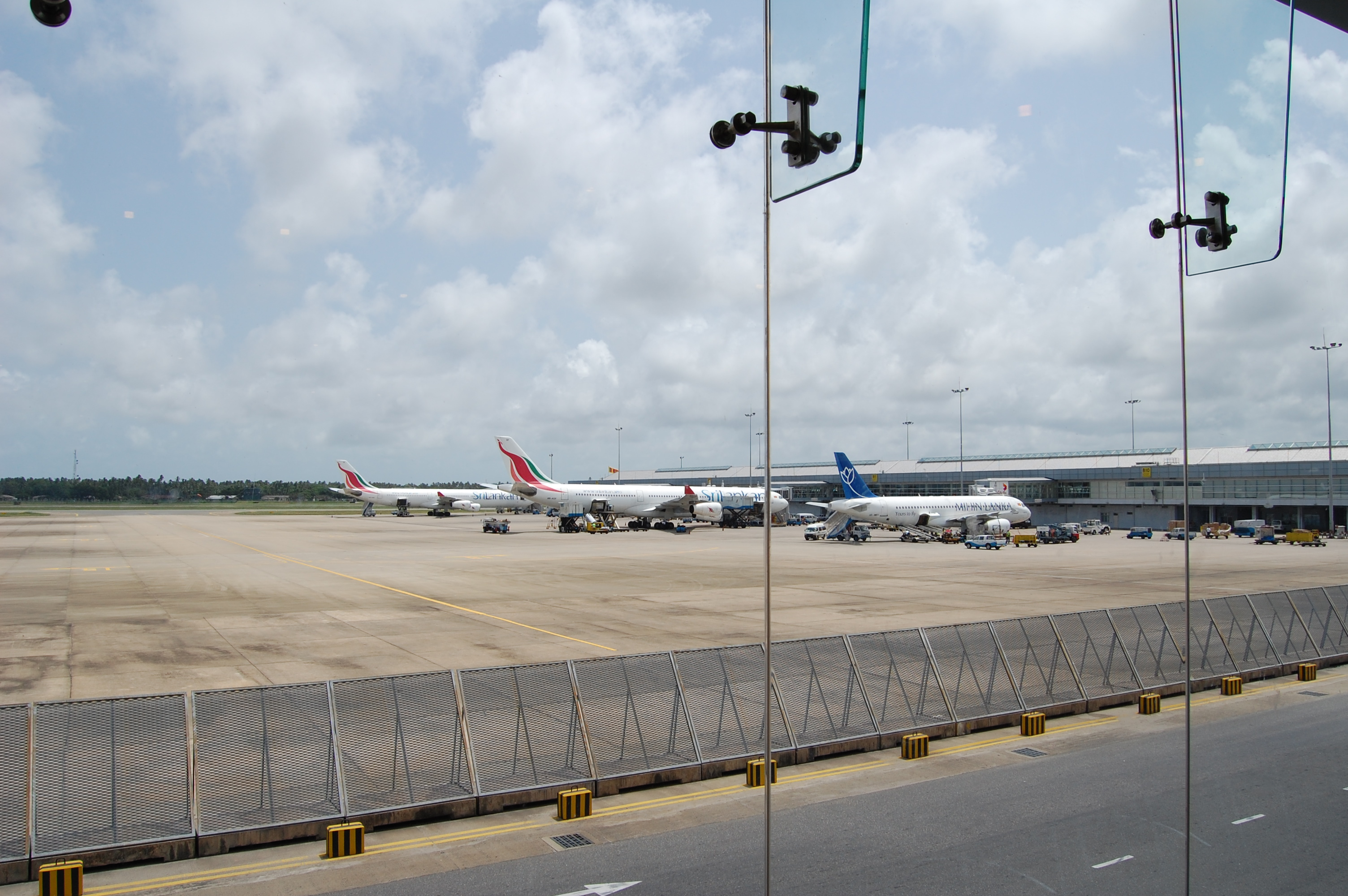
バンダラナイケ国際空港

鉄道路線では、プッタラムラインの駅がカトゥナーヤカ、南カトゥナーヤカ、それに空港に置かれている。
カトゥナーヤカはコロンボと国際空港を結ぶコロンボ-カトゥナーヤカ高速道路の北の終着点である。この高速道路は、コロンボ近郊のペリヤゴダにおいてA1ハイウェイと接続される。 一般道路では、コロンボからニゴンボ方面に向かうA3ハイウェイがカトゥナーヤカを通過している。